# Valdesere
Valdeserne, Waldensians eller Vaudois er en kristen trosretning, som hovedsageligt findes i Italien og Sydamerika. Valdeserne har siden reformationen knyttet sig til den reformerte bevægelse og samarbejder med reformerte kirker på verdensplan. Der er ca. 25.000 valdesere og metodister i Italien (de to trossamfund har haft fælles kirke siden 1979), og valdeser- og metodistkirken er den største protestantiske kirke i Italien.
Historisk er det en bevægelse, som begyndte i 1170'erne, og hvis tilhængerne lagde vægt på fattigdom og et nøjsomt liv. På mange punkter kan den sammenlignes med Franciskanerordenen. 
Valdeserne blev grundlagt omkring 1170 i det nuværende Frankrig, og fokus i de tidligste prædikener var promovering af sand fattigdom og en bogstavelig tolkning af Bibelen. Bevægelsen blev med tiden erklæret kættersk og blev brutalt forfulgt gennem århundreder. Det betød at Valdeserne næsten blev udryddet, men den valdesiske kirke eksisterer som sagt stadig.

## Navnet
På dansk kaldes medlemmerne valdesere, og kirken kaldes valdeserkirken. Det refererer til stifteren Valdes. Udtalemåden "valdensere" (med n) kommer af den misforståelse, at bevægelsen skulle stamme fra et bestemt sted i Schweiz, hvorfor man også på tysk siger "Waldenser" og på engelsk "Waldensians". På italiensk hedder kirken "Chiesa Valdese".

## Oprindelse
To forskellige teorier om valdesernes oprindelse har domineret
- Den ene, som mest bygger på myter påstår, at bevægelsen kan spores helt tilbage til den apostolske kirke
- Den anden, som er udbredt i akademisk forskning, er, at den blev grundlagt af kredsen omkring Peter Waldo, Valdes eller Vaudes

### Det apostolske ophav
Nogle forskere har hævdet, at den valdesiske bevægelse har eksisteret siden apostlenes tid. Deres argument bygger på, at dens navn ikke stammer fra Peter Waldo, men fra det område, hvor gruppen levede (Vaudes i det nuværende Schweiz). Peter fik derfor sit navn fra en allerede eksisterende kirkeretning. En af fortalerne for teorien dr. Peter Allix skrev i 1821:
”Nogle protestanter er i denne forbindelse faldet i den fælde, der var sat for dem… Det er fuldstændigt forkert, at disse kirker skulle være grundlagt af Peter Waldo… det er en ren forfalskning.”
Det er ikke sandt, at Waldo lagde navn til indbyggerne i disse dale; de blev kaldt valdensere eller vaudes før hans tid, efter de dale hvori de boede.

### Det akademiske synspunkt
At den valdesiske bevægelse blev grundlagt i forbindelse med Peter Waldos prædiker, er i dag det alment accepterede synspunkt, både i akademiske kredse og i den moderne valdesiske kirke. Peter Waldo var en velhavende købmand i Lyon, der i 1173 gav afkald på alle sine jordiske besiddelser og begyndte at prædike på byens gader. Hans begrundelse var, at han var blevet nedtrykt over sin egen overflod, mens mennesker omkring ham intet ejede. Han blev nu en omvandrende prædikant med en filosofi, der mindede om Frans af Assisis.
I middelalderen krævedes en tilladelse fra øvrigheden for at prædike, og den fik han ikke fra biskoppen i Lyon, og derfor mødte han op ved det 3. Laterankoncil i 1179, hvor han fik foretræde for Pave Alexander 3. En af diskussionerne mellem dem er refereret af Walter Map, i De Nugis Curialium; paven, der beundrede Peters fattigdomsideal, forbød ham dog at prædike, medmindre han havde en tilladelse fra de lokale kirkemyndigheder. Peter fortsatte alligevel sin prædiken; det betød, at han selv, og den gruppe tilhængere, han havde samlet, blev ekskommunikeret og tvunget ud af Lyon. I 1184 blev bevægelsen erklæret kættersk af den katolske kirke, især pga. dens afvisning af det kirkelige hierarki, og fordi den vovede at prædike uden for det klerikale system og dermed uden Helligåndens inspiration. Derudover blev de anklaget for en række andre fejl som selv at oversætte dele af bibelen til folkesproget. Der eksisterede allerede oversættelser godkendt af kirken.
Peter Waldo og hans tilhængere reagerede på forfølgelsen ved at rejse fra by til by og i hemmelighed mødes med små valdesiske grupper. Møderne bestod i bekendelse af sine synder og en gudstjeneste. Den lokale gruppe ville beskytte de rejsende og sørge for deres videre færd. De rejsende valdesiske prædikanter blev kendt som barba, og kunne både være mænd og kvinder: tanken om kvindelige prædikanter var en nyskabelse.

## Troslære
Det meste, vi ved om valdesernes egne forestillinger, stammer fra to rapporter udfærdiget af Reinerius Saccho i 13. århundrede. Han var tidligere kathar og var konverteret til katolicismen og arbejdede nu for inkvisitionen. Reinerius lavede bl.a. en optegnelse over, det han hævdede, var bevægelsens centrale trossætninger, af den fremgår det at valdeserne anså sig selv for at være de sande repræsentanter for den apostolske kristne tro. Andre vigtige elementer i deres ideologi var:
- At udsmykning var overfladisk og ikke havde nogen sand mening.
- Deres lydighed skulle udelukkende være rettet mod Gud og ikke mod præster, for intet menneske var mere end et andet I kirken.
- Pavestolen var hovedkilde til alle den katolske kirkes fejl, herunder mord begået som følge af inkvisitionen og korstogene.
- Jorden skal ikke være delt op i forskellige lande, og de nægtede at sekulær vold havde nogen legitimitet, men var en dødssynd.
- Præster, biskopper og abbeder skulle hverken have mulighed for at besidde ejendom eller fyrstelige rettigheder.
- Alle kirkens sakramenter, herunder ægteskabet, havde ingen effekt.[4]

Valdeserne anså sig igennem hele den tidlige periode for fortsat at være en del af den katolske kirke og anerkendte fortsat de tidlige kirkefædres teologi. Bevægelsen absorberede andre grupper som Humiliati og oplevede selv intern splittelse, fx da lombarderne begyndte deres egen reformation.

## Den Romersk-katolske kirkes reaktion
Fordømmelse af valdeserne som kættere i 1184 og den hårdere kurs mod skismatikere generelt efter 4. Laterankoncil i 1215 førte til en radikalisering, og de antikatolske elementer i bevægelsens ideologi blev yderligere forstærket. Nu blev alle former for klerikalt kirkeligt hierarki afvist, aflæggelsen af ed blev betragtet som en synd, alle skulle have mulighed for at prædike, og læsning af Bibelen var det eneste, der var nødvendigt for at blive frelst, mens ideen om Skærsilden, relikvier og ikoner blev afvist.
Allerede i 12. århundrede havde greven af Savoyen givet valdeserne asyl. Dette vakte naturligvis vrede i Rom, selv om greven selv forblev en stærk tilhænger af den ortodokse katolicisme. Pavemagten tolererede tilstedeværelsen af fx store muslimske befolkningsgrupper i det normanniske kongerige på Sicilien, men kristne sekter var uacceptable.
Da det Albigensiske korstog blev iværksat i 1208 for at undertrykke katharerne, blev de af den etablerede kirke associeret med de valdesiske grupper, og begge bevægelser blev forfulgt under felttoget. Katharerne blev fordømt omtrent på samme tid som valdeserne, og øvrigheden skelnede ikke skarpt mellem dem, selv om deres centrale trosforestillinger var meget forskellige. Katharerne var tilsyneladende i lighed med andre bogomilske bevægelser dualister og modalister modsat valdeserne, der i overvejende grad var ortodokse trinitarer. Alligevel var der en række ydre ligheder mellem de to grupper: det var begge folkelige bevægelser, der involverede offentlige prædikener og som afviste det klerikale hierarki. Den officielle kirke søgte i forvejen at hæmme prædiken for lægfolk, da præsternes uddannelsesniveau ikke altid var tilstrækkeligt. Det betød, at de folkelige bevægelser kunne udnytte det hul, den manglende prædiken havde skabt, og de fik gode vækstmuligheder. Konkurrencen fra lægbevægelserne var alvorlig, og pavemagten måtte slå hårdt igen. Den manglende institutionalisering hos begge bevægelser betød også, at trosopfattelserne kunne variere meget mellem de forskellige fraktioner. Den valdesiske bevægelse udviklede sig derfor i mange forskellige retninger, efterhånden som den spredte sig til andre områder i Europa som Frankrig, Italien, Tyskland og Böhmen.
I begyndelsen af 13. århundrede døde Peter Waldo formentlig et sted i Tyskland, mens korstoget mod katharerne og valdeserne stod på. Han blev aldrig arresteret, og hans skæbne er ukendt. I modsætning til katharerne overlevede valdesiske menigheder spredt udover hele Europa, især i Frankrig, Norditalien og Sydtyskland. Inkvisitionen begyndte en målrettet indsats mod bevægelsen i 1230, hvor den forsøgte at ramme lederne, og 20 år senere var bevægelsen næsten forsvundet i Frankrig. Forfølgelsen fortsatte dog i flere århundreder. Et nyt korstog mod Valdeserne blev sat i gang i 1487 i Dauphiné, og byer og landsbyer blev fortsat ødelagt af pavens repræsentanter i det 16. århundrede, men da var mange valdesere absorberet i den protestantiske bevægelse.

## Valdeserne efter Reformationen
Hidtil havde valdeserne betragtet sig som katolikker og havde delt mange trosforestillinger og ritualer med den katolske kirke, men i løbet af det 16. århundrede ændrede de sig i protestantisk retning. Jean Calvins lære, som adskilte sig meget fra det vi ved om Peters Waldos, blev en vigtig inspirationskilde, og nu var de italienske valdesere blevet til en gren af de reformerte kirker.
Da nyheden om Reformationen nåede valdeserne, sluttede bevægelsen sig til protestanterne: på en synode i 1526 i Laus, en by i Chisonedalen, besluttede lederne, at sende en delegation, der kunne undersøge begivenhederne nærmere. De schweiziske og franske reformerte kirker sendte derefter Guillaume Farel og Anthony Saunier til den franske valdesiske synode, hvor de opfordrede dem til at slutte sig til dem og træde frem af deres skjul. En reformert trosbekendelse blev udformet, og de franske valdesere begyndte at afholde deres gudstjenester i åbenhed. Den franske konge Frans 1. indledte et korstog i 1545, der endte med en massakre, der næsten udryddede valdeserne i Frankrig. En mindre del søgte tilflugt i Cevennerne i Sydfrankrig, hvor de tilsluttede sig kamisarderne. I Böhmen og Tyskland sluttede de valdesiske menigheder sig til de lokale protestantiske kirker.
Nyere bevægelser som anabaptister og baptister peger ofte på valdeserne som et forbilleder. De lægger især vægt på deres uafhængighed af en etableret kirke, og deres tro på den troendes ”selvdåb” og samtidige afvisning af barnedåben. Andre kristne har i nyere tid peget på andre af valdesernes dyder og forestillingen om deres særlige forbindelse til den oprindelige apostolske kirke.

## Moderne valdesere

### Italien
Efter mange århundreders forfølgelse opnåede valdeserne trosfrihed i Kongeriget Sardinien i 1848 hos kong Carlo Alberto af Piemonte. Siden har den valdesisk evangeliske kirke spredt sig til hele den Italienske halvø. Under den tyske okkupation af Italien i slutningen af 2. verdenskrig forsøgte Valdeserne aktivt at redde jøder fra Holocaust ved at skjule dem i de samme bjergdale, hvor deres forfædre havde skjult sig under forfølgelser. I 1975 sluttede valdeserne sig sammen med metodisterne og indgår nu på verdensplan i såvel World Methodist Council som World Alliance of Reformed Churches.

### Sydamerika
De første valdesiske emigranter fra Italien ankom til Sydamerika i 1856, og den valdesiske kirke i Argentina og Uruguay tæller i dag ca. 40 menigheder med omkring 15.000 medlemmer.

### USA
Tidligt i de nordamerikanske koloniers historie rejste valdesere dertil pga. religionsfriheden. De bosatte sig især i det, der i dag er staterne New Jersey og Delaware. En af underskriverne på USA's uafhængighedserklæring William Paca var af valdesisk afstamning.
I 19. århundrede kom en ny bølge af især italienske valdesere til Amerika. De dannede nye samfund i New York, Chicago, Monett, Galveston og Rochester – og som den største Valdese i North Carolina. I 1906 tog menigheden i New York initiativ til at alle valdesiske organisationer i USA gik sammen, og det stadig eksisterende The American Waldensian Aid Society (AWS) blev dannet (nu American Waldensian Society). Arbejdet består mest i at skabe og vedligeholde bånd mellem valdesiske grupper i Nordamerika, Europa og Sydamerika. I løbet af 1920'erne betød den kulturelle assimilation, at de fleste valdesiske menigheder sluttede sig til de presbyterske kirker. En lille uafhængig gruppe i Ohio kalder sig selv "The Old Waldensian Church of Anabaptists".

### Tyskland
i 1698 flygtede omtrent 3000 valdesere fra Piemonte i Italien til Tyskland, hvor de bosatte sig i Rhindalen. Størstedelen vendte tilbage til Piemonte, men en lille gruppe forblev i Tyskland, hvor de blev assimileret i de lokale protestantiske kirker. Ti menigheder hævdes at være grundlagt af denne gruppe valdesere.